# Ла Вале (Мачерата)
Ла Вале (итал. La Valle) насеље је у Италији у округу Мачерата, региону Марке.
Према процени из 2011. у насељу је живело 27 становника. Насеље се налази на надморској висини од 556 м.